# Кокирево
Кокирево је насељено место на Кордуну, у саставу општине Војнић, Карловачка жупанија, Република Хрватска.

## Историја
Кокирево се од распада Југославије до августа 1995. године налазило у Републици Српској Крајини.

## Становништво
Кокирево је према попису из 2011. године имало 43 становника.

### Број становника по пописима
| Националност   | 2001. | 1991. | 1981. | 1971. | 1961. | 1953. | 1948. | 1931. | 1921. | 1910. | 1900. | 1890. | 1880. | 1869. | 1857. |
| бр. становника | 72    | 111   | 126   | 155   | 153   | 152   | 151   | 182   | 151   | 155   | 149   | 137   | 105   | 107   | 116   |

### Национални састав
| Националност       | 2001.       | 1991.        | 1981.        | 1971.        | 1961.        |
| Срби               | 68 (94,44%) | 110 (99,09%) | 124 (98,41%) | 153 (98,70%) | 152 (99,34%) |
| Хрвати             | 4 (5,55%)   | 0            | 0            | 1 (0,64%)    | 0            |
| Југословени        | 0           | 0            | 0            | 0            | 0            |
| остали и непознато | 0           | 1 (0,90%)    | 2 (1,58%)    | 1 (0,64%)    | 1 (0,65%)    |
| Укупно             | 72          | 111          | 126          | 155          | 153          |